# Sluten främre rundad vokal
Sluten främre rundad vokal är ett språkljud som skrivs fonetisk med tecknet y i det internationella fonetiska alfabetet. Den långa varianten av det svenska y-fonemet realiseras som [y], den korta som en halvsluten halvfrämre rundad vokal. Exempel: yla [y̫ː(ɥ)la] (fil).